# Cầu Guri–Amsa
Cầu Guri–Amsa qua sông Hán ở Hàn Quốc và nối thành phố Guri, Gyeonggi và quận Gangdong-gu, Seoul. Tính đến năm 2017, nó là cây cầu mới nhất bắc qua sông Hàn.
Việc xây dựng cây cầu bắt đầu vào tháng 9 năm 2006, và đã có tranh cãi liên quan đến việc đặt tên cho cây cầu.  Cuối cùng, cây cầu có tên là "Cầu Guri – Amsa."
Cầu được thông xe một phần vào ngày 20 tháng 11 năm 2014, và thông xe toàn bộ, bao gồm tất cả các lối vào và lối ra, vào ngày 29 tháng 6 năm 2015.